# Атяшевский район
Атя́шевский райо́н (эрз. Отяжеле велесь, мокш. Атяшевань аймак) — административно-территориальная единица и муниципальное образование (муниципальный район) в составе Республики Мордовия Российской Федерации.
Административный центр — рабочий посёлок Атяшево.

## География
Район расположен на востоке Республики Мордовия. Район граничит на севере с Ардатовским, на западе с Ичалковским, на юго-западе — с Чамзинским, а на юго-востоке — с Дубенским районами Республики Мордовия, на востоке — с Ульяновской областью.

## История
Образован 16 июля 1928 года. 11 марта 1959 года к Атяшевскому району была присоединена часть территории упразднённого Козловского района.

## Население
| \| 1970[6] \| 1979[6] \| 1989[6] \| 2002[6] \| 2005[7] \| 2006[7] \| 2007[7] \| \| -------- \| -------- \| -------- \| -------- \| -------- \| -------- \| -------- \| \| 38 868 \| ↘32 811 \| ↘27 437 \| ↘22 889 \| ↘21 834 \| ↘21 392 \| ↘20 859 \| \| 2008[7] \| 2009[8] \| 2010[6] \| 2011[9] \| 2012[10] \| 2013[11] \| 2014[12] \| \| ↘20 361 \| ↘19 923 \| ↗20 161 \| ↘20 016 \| ↘19 595 \| ↘19 170 \| ↘18 667 \| \| 2015[13] \| 2016[14] \| 2017[15] \| 2018[16] \| 2019[17] \| 2020[18] \| 2021[4] \| \| ↘18 311 \| ↘17 872 \| ↘17 522 \| ↘17 210 \| ↘16 833 \| ↘16 484 \| ↗17 968 \| 10 000 20 000 30 000 40 000 1970 2006 2011 2016 2021 |         |         |         |         |         |         |
| 1970 | 1979    | 1989    | 2002    | 2005    | 2006    | 2007    |
| 38 868 | ↘32 811 | ↘27 437 | ↘22 889 | ↘21 834 | ↘21 392 | ↘20 859 |
| 2008 | 2009    | 2010    | 2011    | 2012    | 2013    | 2014    |
| ↘20 361 | ↘19 923 | ↗20 161 | ↘20 016 | ↘19 595 | ↘19 170 | ↘18 667 |
| 2015 | 2016    | 2017    | 2018    | 2019    | 2020    | 2021    |
| ↘18 311 | ↘17 872 | ↘17 522 | ↘17 210 | ↘16 833 | ↘16 484 | ↗17 968 |

Урбанизация
В городских условиях (рабочий посёлок Атяшево) проживают  33,65 % населения района.

## Административное деление
В Атяшевский район как административно-территориальную единицу входят 1 рабочий посёлок (пгт) и 6 сельсоветов. 
В муниципальный район, в рамках организации местного самоуправления, входят 8 муниципальных образований, в том числе 1 городское поселение и 6 сельских поселений.
Сельсоветы одноимённы образованным в их границах сельским поселениям, а рабочий посёлок — городскому поселению.
| № | Муниципальное образование            | Административный центр  | Количество населённых пунктов | Население (чел.) | Площадь (км²) |
| - | ------------------------------------ | ----------------------- | ----------------------------- | ---------------- | ------------- |
| 1 | Атяшевское городское поселение       | рабочий посёлок Атяшево | 4                             | ↗6911            | 92.49         |
| 2 | Аловское сельское поселение          | село Алово              | 2                             | ↗1072            | 108.44        |
| 3 | Атяшевское сельское поселение        | село Атяшево            | 13                            | ↗3296            | 208.72        |
| 4 | Большеманадышское сельское поселение | село Большие Манадыши   | 4                             | ↗1237            | 59.26         |
| 5 | Киржеманское сельское поселение      | село Киржеманы          | 10                            | ↗1848            | 202.4         |
| 6 | Козловское сельское поселение        | село Козловка           | 17                            | ↗1814            | 190.19        |
| 7 | Сабанчеевское сельское поселение     | село Сабанчеево         | 8                             | ↗1790            | 156.1         |

Первоначально в муниципальном районе в 2005 году было образовано 22 муниципальных образования, в том числе 1 городское поселение и 21 сельское поселение. Последним соответствовали 21 сельсовет.
Законом Республики Мордовия от 19 ноября 2013 года, было упразднено Мордовско-Сыресевское сельское поселение с одноимённым ему сельсоветом и включено в Аловское сельское поселение (сельсовет).
Законом Республики Мордовия от 26 мая 2014 года, было упразднено Наборно-Сыресевское сельское поселение с одноимённым ему сельсоветом и включено в Козловское сельское поселение (сельсовет).
Законом Республики Мордовия от 10 сентября 2014 года, было упразднено Русско-Дубровское сельское поселение с одноимённым ему сельсоветом и включено в Большеманадышское сельское поселение (сельсовет).
Законом Республики Мордовия от 17 мая 2018 года, было упразднено Капасовское сельское поселение с одноимённым ему сельсоветом и включено в Атяшевское сельское поселение (сельсовет).
Законом Республики Мордовия от 24 апреля 2019 года, были упразднены сельские поселения с одноимёнными им сельсоветами: Селищинское и Ушаковское (включены в Атяшевское сельское поселение); Вечерлейское и Лобаскинское (включены в Киржеманское сельское поселение); Андреевское, Вежне-Чукальское, Каменское и Покровское (включены в Козловское сельское поселение); Дюркинское и Тарасовское (включены в Сабанчеевское сельское поселение).
Законом Республики Мордовия от 19 мая 2020 года, было упразднено Шейн-Майданское сельское поселение с одноимённым ему сельсоветом и включено в Атяшевское городское поселение (рабочий посёлок Атяшево).

### Населённые пункты
В Атяшевском районе 58 населённых пунктов.
| №  | Населённый пункт     | Тип              | Население | Муниципальное образование            |
| -- | -------------------- | ---------------- | --------- | ------------------------------------ |
| 1  | Алашеевка            | село             | ↘273      | Атяшевское сельское поселение        |
| 2  | Алово                | село             | ↘1093     | Аловское сельское поселение          |
| 3  | Андреевка            | село             | ↘253      | Козловское сельское поселение        |
| 4  | Атяшево              | рабочий посёлок  | ↘6046     | Атяшевское городское поселение       |
| 5  | Атяшево              | село             | ↘1490     | Атяшевское сельское поселение        |
| 6  | Ахматово             | село             | ↘196      | Киржеманское сельское поселение      |
| 7  | Батушево             | село             | ↘842      | Атяшевское сельское поселение        |
| 8  | Бобоедово            | посёлок разъезда | ↘2        | Атяшевское сельское поселение        |
| 9  | Большие Манадыши     | село             | ↘518      | Большеманадышское сельское поселение |
| 10 | Вечерлей             | село             | ↘404      | Киржеманское сельское поселение      |
| 11 | Гаваево              | посёлок          | ↘3        | Киржеманское сельское поселение      |
| 12 | Дады                 | село             | ↘16       | Киржеманское сельское поселение      |
| 13 | Дюрки                | село             | ↘539      | Сабанчеевское сельское поселение     |
| 14 | Елхи                 | деревня          | ↘52       | Козловское сельское поселение        |
| 15 | Знаменское           | село             | ↘72       | Козловское сельское поселение        |
| 16 | Каменка              | село             | ↘253      | Козловское сельское поселение        |
| 17 | Капасово             | село             | ↘385      | Атяшевское сельское поселение        |
| 18 | Керамсурка           | село             | ↘55       | Козловское сельское поселение        |
| 19 | Киржеманы            | село             | ↘625      | Киржеманское сельское поселение      |
| 20 | Козловка             | село             | ↘413      | Козловское сельское поселение        |
| 21 | Лига                 | посёлок          | ↘6        | Козловское сельское поселение        |
| 22 | Лобаски              | село             | ↘566      | Киржеманское сельское поселение      |
| 23 | Макалейка            | деревня          | ↘10       | Атяшевское сельское поселение        |
| 24 | Малые Манадыши       | село             | ↘42       | Атяшевское городское поселение       |
| 25 | Манадыши             | село             | ↘147      | Сабанчеевское сельское поселение     |
| 26 | Михайловка           | деревня          | ↘19       | Козловское сельское поселение        |
| 27 | Мордовские Дубровки  | деревня          | ↘396      | Сабанчеевское сельское поселение     |
| 28 | Мордовские Сыреси    | село             | ↘104      | Аловское сельское поселение          |
| 29 | Наборные Сыреси      | село             | ↘207      | Козловское сельское поселение        |
| 30 | Низовка              | село             | ↘215      | Козловское сельское поселение        |
| 31 | Орловка              | деревня          | ↘1        | Атяшевское сельское поселение        |
| 32 | Паранеи              | село             | ↘35       | Сабанчеевское сельское поселение     |
| 33 | Пашино               | посёлок          | ↘0        | Атяшевское сельское поселение        |
| 34 | Пенькозавод          | посёлок          | ↘105      | Киржеманское сельское поселение      |
| 35 | Пилесево             | село             | ↘209      | Козловское сельское поселение        |
| 36 | Пичинейка            | деревня          | ↘19       | Киржеманское сельское поселение      |
| 37 | Покровское           | село             | ↘107      | Козловское сельское поселение        |
| 38 | Птицесовхоз «Сараст» | посёлок          | ↗524      | Атяшевское городское поселение       |
| 39 | Ребровка             | деревня          | ↘0        | Атяшевское сельское поселение        |
| 40 | Русские Дубровки     | село             | ↘234      | Большеманадышское сельское поселение |
| 41 | Сабанчеево           | село             | ↘465      | Сабанчеевское сельское поселение     |
| 42 | Санеевка             | деревня          | ↘43       | Козловское сельское поселение        |
| 43 | Селищи               | село             | ↘309      | Атяшевское сельское поселение        |
| 44 | Смирновка            | посёлок          | ↘0        | Сабанчеевское сельское поселение     |
| 45 | Сосуновка            | село             | ↘241      | Атяшевское сельское поселение        |
| 46 | Старое Баево         | деревня          | ↘82       | Козловское сельское поселение        |
| 47 | Тазнеево             | село             | ↘127      | Киржеманское сельское поселение      |
| 48 | Тарасово             | село             | ↘409      | Сабанчеевское сельское поселение     |
| 49 | Тетюши               | село             | ↗272      | Большеманадышское сельское поселение |
| 50 | Ульяновка            | посёлок          | ↘0        | Сабанчеевское сельское поселение     |
| 51 | Ушаковка             | село             | ↘216      | Атяшевское сельское поселение        |
| 52 | Федоровка            | деревня          | →2        | Козловское сельское поселение        |
| 53 | Чамзинка             | деревня          | ↘25       | Атяшевское сельское поселение        |
| 54 | Чебудасы             | деревня          | ↘133      | Большеманадышское сельское поселение |
| 55 | Челпаново            | село             | ↘339      | Киржеманское сельское поселение      |
| 56 | Чукалы-на-Вежне      | село             | ↘188      | Козловское сельское поселение        |
| 57 | Чукалы-на-Нуе        | деревня          | ↘50       | Козловское сельское поселение        |
| 58 | Шейн-Майдан          | село             | ↘242      | Атяшевское городское поселение       |

В 2003 году упразднён посёлок Дружный.

## Экономика
В экономике района центральное место занимает сельское хозяйство зерно-молочно-мясного направления. Важное место отведено посевам сахарной свеклы.
На территории района работают несколько промышленных предприятий, крупнейшее из которых — мясокомбинат «Атяшевский».
В 2010 году крупными и средними предприятиями обрабатывающих производств отгружено товаров собственного производства, выполнено работ и услуг на сумму 2,76 млрд рублей.

## Известные уроженцы района
- Бибина, Татьяна Николаевна
- Бирюков, Виктор Степанович